# Facultad de Veterinaria (Universidad de Murcia)
La Facultad de Veterinaria de la Universidad de Murcia, España, nace en el año 1982. Está ubicada en el Campus Universitario de Espinardo. Cuenta para el desarrollo de la docencia con un Hospital Clínico Veterinario, la Granja Docente Veterinaria y una planta Piloto de Ciencia y Tecnología de Alimentos.
Está acreditada como una de las Facultades de Veterinarias españolas con títulos homologados en el ámbito europeo (European Association of Establishments for Veterinary Education (EAEVE))[2]. Según el Ranking de Universidades 2017 que elabora el diario el Mundo , se encuentra las facultades más relevantes de España junto con Barcelona y Madrid [1].
La Facultad de Veterinaria implantó en 2009 su Sistema de Garantía Interna de Calidad (SGIC), consiguiendo la certificación en el año 2013 con un Sello de Calidad AUDIT.
Dispone de grupos de investigación que destacan en el ámbito internacional.
Estudios que ofrece
Oferta dos títulos de grado: Graduado en Veterinaria y Graduado en Ciencia y Tecnología de los Alimentos.
Másteres universitarios:
```
   Biología y Tecnología de la Reproducción de Mamíferos
   Nutrición, Tecnología y Seguridad Alimentaria
   Gestión de la Fauna Silvestre
   Medicina de Pequeños Animales
```

Decanos
En la actualidad su decano es el Dra. Dña. Elisa Escudero Pastor
Decanos anteriores:
- D. José Luis Sotillo Ramos (1982-1987)
- D. Pedro Alfonso Ponce (1987-1991)
- D. Francisco Moreno Medina (1991-2000)
- D. Antonio Bernabé Salazar (2000-2008)
- D. Antonio Rouco Yáñez (2008-2016)
- D. Gaspar Ros Berruezo (2016-2024)

## Facultades de Veterinaria
- Facultad de Veterinaria de León
- Facultad de Veterinaria de Córdoba
- Facultad de Veterinaria (Universidad de Zaragoza)
- Facultad de Veterinaria (Universidad Complutense de Madrid)